# ユニークフェイス
特定非営利活動法人ユニークフェイス (unique face) は、病気や怪我などによって変形したり、大きなアザや傷のある顔や身体を持つ当事者を支援するNPO法人。また、その当事者の総称として扱われることもある。ユニークフェイス当事者、ユニークフェイスな人、という表現で使われることがある。所在地は東京都杉並区。

## 概要

### NPO法人としてのユニークフェイス
NPO法人ユニークフェイスの元代表は、自身も顔に血管腫を持つジャーナリストの石井政之。参加者の疾患や症状の種類は問われない。
ユニークフェイスと類似した社会貢献活動をしている団体は海外に複数ある（後述のリンク集参照）が、日本ではほとんど知られていない。
2006年2月、ドキュメンタリー映画「ユニークフェイス・ライフ」を完成させ国内で上映会活動を展開した。
2015年夏解散
当事者としてNPO法人ユニークフェイスに参加している人の病名（2002年10月現在）。
- 単純性血管腫（毛細血管奇形）
- 太田母斑（眼上顎褐青色母斑）
- 口唇口蓋裂
- レックリングハウゼン病
- ケロイド
- 顔面麻痺
- 白斑
- 脱毛症
- 斜視
- 小耳症
- 交通事故の傷痕
- 水疱瘡の痕
- 海綿状血管腫
- 限局性リンパ管腫
- 上顎洞腫瘍
- 種痘の痕
- 顔面骨折後の後遺症
- 顔面裂傷痕
- 前頭（鼻）異形成
- 脂肪腫
- バセドウ病
- 第一第二鰓弓症候群
- 軟骨低形成症
- 先天性色素欠乏症
- 手術後の縫合痕
- 苺状血管腫
- 先天性魚鱗癬

他、皮膚科などの医学書にある、快癒・快復の見込みがない皮膚や外見の疾患・外傷・先天異常などの状態がある当事者をすべてユニークフェイスと考える。